# 暴走特急
『暴走特急』（ぼうそうとっきゅう、原題：Under Siege 2: Dark Territory）は、1995年に公開されたアメリカ映画。1992年の『沈黙の戦艦』の続編であり、ロッキー山脈を通過する大陸横断列車がテロリストによってハイジャックされ、現場に居合わせた元海軍特殊部隊の指揮官ケイシー・ライバックが奪還を目指すアクション映画。
日本での劇場公開時のタイトルは『沈黙シリーズ第3弾/暴走特急』とし、沈黙シリーズ第3弾と紹介されていた。これは1994年のセガール主演映画『On Deadly Ground』の日本語タイトルに『沈黙の要塞』とつけられ、『沈黙の戦艦』の続編や「沈黙シリーズ」と紹介されたためであった。本作以降もセガール主演映画の日本語タイトルの多くが「沈黙の - 」と付けられ、沈黙シリーズと総称されるが、ケイシー・ライバックを主人公とする正当なシリーズは『沈黙の戦艦』と本作のみである。ただし本作はVHS化に際して『暴走特急』と改題された。

## ストーリー
前作における戦艦ミズーリ乗っ取り事件後、海軍から除隊した元ネイビーシールズ隊長のケイシー・ライバック大尉は、コロラド州デンバーに移住し、前職のコック（ミズーリ号の烹炊長）としての腕前を活かしてレストランを経営し、順風満帆な生活を送っていた。
そんな中で、やはり海軍に奉職していたが5年前に事故死した兄ジェームズの葬儀に出られず、疎遠になっていた姪サラとの関係を修復するために、ライバックは長期休暇をとり、ジェームズへの墓参りを兼ねてロッキー山脈を越えてロサンゼルスに向かう列車旅行を計画する。サラとともに乗り込んだ列車グランド・コンチネンタル号で、ライバックはポーターの黒人青年ボビー・ザックスや食堂車のスタッフらと仲良くなり、サラとも徐々に打ち解ける。
しかし、列車がロッキー山脈に差し掛かり、外部との通信が困難な地域（副題にもなっている「ダークテリトリー」）に入った頃、元CIAの技術主任トラヴィス・デインと、彼の右腕で傭兵部隊のリーダーでもあるマーカス・ペン率いるテロリスト集団にハイジャックされてしまう。彼らは乗客と乗員を集めて、後方の2台の客車に閉じ込める。トラヴィスはCIAが宇宙から粒子ビーム砲で地下施設を破壊することを目的として極秘開発した衛星兵器「グレイザー1」の開発主任を務めた優秀な技術者だったが、人格に問題ありと見なされて解雇された人物だった。
列車には衛星のアクセスコードを知るCIA職員2人がプライベートで乗車しており、デインの狙いは彼女らからアクセスコードを聞き出し、グレイザー1を乗っ取ることであった。デインはアクセスコードを教えないと殺すと2人を脅迫してコードを聞き出すと、ペンに命じて用済みとして2人を始末する。そんな中、食堂車のキッチンを借りていて一人難を逃れたライバックは状況を把握し、姪サラを助けるため動き出す。また、その中で、とっさに荷物車に隠れて同じく難を逃れたザックスを発見し、列車に詳しい彼を相棒にする。
聞き出したコードを通じてグレイザー1を乗っ取ったデインは、デモンストレーションとして中国・広州の化学兵器工場を攻撃し、周辺住民もろとも殺戮すると、世界中の反米組織などに「グレイザー1で国防総省（ペンタゴン）の地下にある原子炉を攻撃し、アメリカ東海岸を壊滅させる」と告げ、その代金として10億ドルを要求する。ミズーリの件と同様にベイツ提督らが指揮する対策本部はすぐに対処しようとするもデインの居場所を特定できず、次善策としてB-2爆撃機による対衛星ミサイル攻撃によってグレイザー1を破壊することを決定する。
デインは反米組織などから瞬く間に10億ドルを集め始めるが、そのうちの一人が1億ドル追加で支払う代わりに元妻の暗殺を依頼し、デインは彼女が乗った飛行機にグレイザー1の照準を合わせる。これによってグレイザー1と思われる衛星を捕捉したベイツ提督は直ちに攻撃を命令し、ミサイル攻撃によってこれを破壊することに成功する。しかし、その衛星はグレイザー1ではなく、飛行機は容赦なく破壊されてしまった。デインはベイツらに破壊したのが誤った標的（NSAが保有する高性能偵察衛星）あることを告げると、いよいよペンタゴン地下の原子炉を攻撃すると予告する一方、チャンスとしてダミーの軌道データを大量に仕込んだグレイザー1の周回軌道データを送り付ける。
その頃、ライバックはアップル・ニュートンを使って自身のレストランにFAXを送信することに成功し、ようやく国防総省に伝言が届く。デインらが特急列車をハイジャックしたこと、そしてミズーリの件で活躍したライバックが乗車していることを知って喜ぶベイツらであったが、最悪の事態も想定し、列車をF-117ステルス攻撃機によって空爆するオプションを残す。ペンに回収されたアップル・ニュートンはデインに解析され、データの中に執筆中の『ライバックの兵法』が見つかり、謎の抵抗者がケイシー・ライバックだと判明し、一味の間に動揺が広がる。
一方、ザックスは列車が本来の線路を離れたことに気づき、このままではガソリンを運ぶ貨物列車と正面衝突を起こすとライバックに教える。実はデインとペンは、自分たちと何人かの仲間はヘリコプターで密かに脱出する傍ら、列車事故を誘発させて残りの乗客乗員と傭兵たちを始末し、その事故で自分たちも死んで姿を晦ます算段であった。狙いを悟ったライバックは、列車を再奪取してこれを阻止するため、傭兵たちを殺していく。
グレイザー1攻撃のタイムリミットが迫る中、ベイツは苦渋の決断としてF-117に列車の空爆を命令するが、微弱なレーダー反応に気付いたべインはグレイザー1の監視機能を使って気流の乱れからF-117を捕捉すると、すぐさま粒子ビーム攻撃でこれを撃墜する。もはや列車を停止させて衝突を回避することは不可能であったが、ライバックは乗員乗客たちが捕まっている後方車輌を切り離すことで彼らを助ける。しかし、そこにサラはおらず、ペンに連れ去られていた。
ペンは乗客名簿から、ライバックに連れがいることに気付き、人質となった乗客の中でサラが父親の海軍十字章を身につけているのを発見し、ライバックの連れだと見抜いていた。ペンはサラを餌にして、ライバックを前方の車輌におびき寄せ、一対一の戦いに挑むが、まったく歯が立たず最期は首の骨を折られて死亡する。
一方、対策本部ではデータ解析によってグレイザー1の軌道データを絞り込みつつあったが、まだダミーデータが残っており、到底攻撃までに突き止めることは不可能だった。仕方なくベイツは職員にどのデータがグレイザー1の軌道であると思うか聞き、直感による返答に基づき再度のミサイル攻撃を行うが、案の定ミサイルは外れてしまい、いよいよ阻止する手段がなくなってしまう。
列車ではライバックがヘリで逃げようとしているデインに気づいて追い詰めていた。もはやワシントンへの攻撃を止めることはできないと宣言するデインだが、ライバックは躊躇なく彼ごと携帯端末を撃つ。この結果、国防総省によるグレイザー1への制御権が回復し、間一髪でグレイザー1は自爆させられ、攻撃を阻止することに成功する。
デインらの脱出用ヘリは既にサラとザックスに乗っ取られており、貨物列車との衝突が迫る中、ライバックはヘリから垂らされた縄梯子を掴み列車からの脱出を果たす。端末ごと撃ち抜かれて負傷するもまだ生きていたデインも縄梯子を掴んで脱出しようとするが、ライバックは無情にこれを落とし、デインは列車衝突による爆発の中に巻き込まれて死亡する。ライバックはベイツたちの対策本部に通信を繋ぐと、テロリスト全員の死亡と乗員乗客の無事を告げ、対策本部は大喝采に包まれた。
そして、エピローグにおいてライバックとサラがジェームズの墓参りをしているシーンで終わる。

## 登場人物

### 主人公
ケイシー・ライバック（Casey Ryback）
主人公。海軍特殊部隊「ネイビー・シールズ」の対テロ部隊の元指揮官。戦艦ミズーリの元コック長。
前作ミズーリの事件後に除隊し、その料理の腕を生かしてコロラド州デンバーにレストランを開業し成功を収めていた。疎遠になっていた姪のサラと仲直りするために、北アメリカ大陸を横断する列車旅行を計画し、ロッキー山脈を越えてロサンゼルスに向かうグランド・コンチネンタル号に乗車するが、その最中にデイン達によって列車がハイジャックされたことを受け、彼等の陰謀を止めるべく奮闘する。
合気道をベースとした独自の拳法と特殊部隊仕込みの白兵戦術、キッチンに置いてある道具や材料のみで爆弾を造るといったサバイバル術にも長けた伝説の兵士であり、前作の活躍も相まってその名は知れ渡っているようで、ライバックが乗客として列車に乗っていることを知ったペン一派には動揺が広がるほどである。悪運も強く、パティマに狙撃され被弾しても生き延びる。
アップル・ニュートン（メッセージパッド）を使って、各種レシピや『ライバックの兵法』を執筆、更には電話回線を使って状況をFAX送信し国防総省への連絡を依頼するなど、電子機器の知識もある。
なお、前作ではパナマ侵攻に端を発するトラブルによる降格処分で大尉から上級兵曹になったとされているが、本作では「大尉」と呼ばれたり大尉の肩章を付けているシーンがあり、前作の活躍によって階級が上等兵曹から大尉へ戻されたことが示唆されている。

### テロリスト
トラヴィス・デイン（Travis Dane）
元CIAの技術者。テロリスト集団のボス。
CIAが極秘開発していた衛星兵器「グレイザー1」の設計者。しかし、衛星の完成前にCIAに人格に問題ありとみなされ解雇され、それを苦に自殺したことになっていた。実際には自殺を偽装し、報復のために衛星の乗っ取りを企んでいた。湾岸戦争での任務で知り合ったペンと手を組み、今作の事件を引き起こす。
解雇理由の通り人格に多大な問題があり、劇中では大金のために平然と多くの者を殺すがまったく良心の呵責もない。ライバックによって自らの計画が狂わされていく最中にも、飄々とした態度を崩さず、ペンがライバックに倒されても尚、それは変わらなかったが、自らが持っていた制御端末を自身ごとライバックに撃ち抜かれて破壊され、衛星の制御権を奪還された時には「そんな手が…」と驚愕する。
その後、列車が衝突し爆発するが、車外に転落していたことで死を免れると、ヘリの梯子に捕まって脱出しようとするライバックの足元に「俺と組もう」と言いつつしぶとく縋り付くが、捕まっていたヘリの扉を閉められて指を切断され、爆炎の海の中に絶叫しながら落下していった。
マーカス・ペン（Marcus Penn）
傭兵部隊の長。デインの協力者で、彼とは湾岸戦争の任務で知り合った。
経験豊富な偉丈夫の傭兵で、冷静かつ豪胆な性格だが、自分達の計画がライバックの手によって狂わされていくにつれて、焦りから冷静さを失っていく。
自らの戦闘術に自信を持っており、得意とするナイフでの格闘術の腕前は自らを侮った発言をした仲間を一瞬のうちに殺害するほど。ライバックに対しては元ネイビー・シールズ隊員のプロと認識し警戒するも、彼が列車から脱落した際には「こんなものか」と嘲笑したが、再び列車に戻った後さまざまな方法で精鋭揃いの仲間達を次々と葬り去っていくライバックに脅威を覚えて認識を改め、自らの手で始末することにこだわる。
物語の終盤、サラを人質にして、望み通りライバックとの一騎打ちに持ち込むことに成功するが、得意なはずのナイフでの格闘術ではライバックに手も足も出ず、彼の拳法で一方的に叩きのめされ、肉切り包丁を振り回しての必死の抵抗も空しく、あっさりと投げられた後、首をへし折られて呆気なく絶命する。
傭兵1（Mercenary #1）
ペンの部下。金髪が特徴の男で、乗客に扮して列車内に潜入した。ベレッタM12で武装している。実はライバックの元教え子で、彼が乗っていることを知って唖然としていた。
ライバックの相棒として動き回っていたボビーに怒り心頭の様で、荷物室に潜んでいたボビーを追い詰め、罵倒しながら銃を突きつけるが、背後から現れたライバックになす術もなく投げられ、力づくで首をへし折られて絶命する。
傭兵2（Mercenary #2）
ペンの部下。皮肉屋でハンチング帽を被っている。
ライバックの名を聞き「最高の人材」と評する。終盤まで生き残るが、ペンに皮肉を言い放ったことで怒りを買って刺殺される。
傭兵3（Mercenary #3）
ペンの部下。無口で坊主頭の男。傭兵1・2と行動することが多い。
CDを持ち出したボビーを追い詰めるが、油断していた隙をつかれ彼に銃殺される。
パティマ（Female Mercenary）
ペンの部下。一味の紅一点でスナイパー。
劇中では狙撃によってライバックを負傷させる。終盤においてヘリに乗り込もうとするボビーを追ってヘリ内で格闘戦になって圧倒するが、油断からほぼ素人のボビーににわか仕込みの腕がらめを極められるという失態を犯すと、そのままヘリから突き落とされ列車の屋根に激突し絶命する。
スコッティ（Scotty）
ペンの部下。乗っ取った列車の運転を担当。
中盤に運転席あたりに来たライバックと交戦になり、周りにいた仲間は全員やられるが自分は無事に生き残る。しかし、デインらが自分たちの死を偽装するために列車を衝突させる計画を知らされておらず、最期は運転席にてそのまま列車衝突に遭い絶命する。

### 特急列車の乗員
サラ・ライバック（Sarah Ryback）
ライバックの姪（ライバックの兄ジェームズの娘）で唯一の身寄り。ライバックのことは「（ケイシー）叔父様」と呼ぶ。
気の強いティーンエージャーの女の子。背伸びをしたがる傾向がある。幼少時はライバックから合気道を習うなど慕っていたが、彼が軍務で会う機会が減った上に5年前の父の葬式にも現れなかったことで完全に疎遠となっていた。物語序盤ではライバックに冷たい態度を見せるものの、本心では彼を今も慕っていたこともあり、良い旅にしようと仲直りを自ら申し出る。
テロリストたちの人質となるが負けん気を見せ、啖呵をきり、ペンに対しても催涙スプレーを掛け、顔に爪を立てる。また、物語冒頭においても自分をからかってきたボビーを投げ飛ばす。
ボビー・ザックス（Bobby Zachs）
グランド・コンチネンタル号のポーター。
陽気で愛想の良い黒人青年。大学生。海軍に奉職したおじがいる。冒頭、ライバックらの荷物を運ぼうとした際に、サラをからかい彼女に合気道で投げ飛ばされる。デインらの列車襲撃時に荷物車に逃げ込んだことで難を免れ、ライバックと合流すると彼の相棒役となる。ザックス自身は乗り気でなく、半ばライバックに無理やり従わされているものの、列車に対する知識で彼を手助けし、終盤ではパティマを倒して敵のヘリを奪取するといった活躍を見せる。
ケリー（Kelly）
グランド・コンチネンタル号の食堂車に勤める女性バーテンダー。アップル・ニュートンで回想録を執筆するライバックに「回想録を書くには、まだ若すぎる」と指摘する。
サラをテロリスト達から庇い足を撃たれて負傷する。その後、他の人質と後方車両に乗っていたことで救助されている。

### 政府関係者
ベイツ提督（Admiral Bates）
アメリカ海軍大将。前作からの登場人物で、本作では統合参謀本部議長に就任している。
コロラド州の航空ショーを訪れていた最中、「グレイザー1」乗っ取りの連絡を受け、ATACに駆け付けて対応を迫られる。前作と同様にライバックも列車に同乗していることを知ると喜ぶものの、彼がタイムリミットまでに事態を解決できるとまでは期待せずに、合衆国全体の安全を優先するため、列車への空爆を指示する。
トム・ブレイカー（Tom Breaker）
CIA高官。前作からの登場人物。
軽薄で不用意、かつ無責任な人格は変わらず、今回も狂人であるデインを雇い「グレイザー1」の開発に関わらせていた。一方でデインの事を「完全にイカれている」と評するなど彼の狂人性には気付いており、結局クビにするも偽装自殺を真に受けるという前作のような失態を犯し、グレイザー1を奪われた。
今回もその件でベイツ提督から叱責されるも、開き直って「デインのような人間によってグレイザー1が作れた」などと言い返している。
また、映画冒頭ではATAC司令部で部下のギルダー大尉をナンパして航空ショーに誘うなど、女癖の悪さと場所をわきまえない非常識さも見せつけている。
ニック・ガーザ大佐（Captain Nick Garza）
アメリカ海軍大佐。ベイツ提督の補佐官。前作からの登場人物。
ライバックをよく知る人物で、彼を強く信頼している。
スタンリー・クーパー将軍（General Stanley Cooper）
アメリカ空軍少将。ATACの司令官。
「グレイザー1」のコントロールが奪われたことに当初は混乱するが、ベイツ提督が来てからは落ち着きを取り戻し、ともに事態に対処していく。
リンダ・ギルダー大尉（Captain Linda Gilder）
CIAの女性職員。グランド・コンチネンタル号の乗客。
「グレイザー1」のアクセスコードを持つ人物。ATAC司令部で上司のブレイカーにナンパされるも機密保持のための職場恋愛禁止条項を盾にやんわりと拒絶したが、彼女自身はそれに違反してトリリング大尉と付き合っており、彼との休暇旅行を計画してグランド・コンチネンタル号に乗車していた。傭兵たちに脅迫されてアクセスコードを教えたことで用済みとなり、橋梁上で列車から突き落とされて殺される。
デヴィッド・トリリング大尉（Captain David Trilling）
CIAの職員。グランド・コンチネンタル号の乗客。
「グレイザー1」のアクセスコードを持つ人物。ギルダー大尉の恋人。彼女と同じく、傭兵たちによって列車から落とされた上に銃撃を浴びせられて死亡する。
ウィリアムズ大尉（Captain Williams）
ATACの司令官補佐。「グレイザー1」への制御権が回復した際に自爆操作を行い、攻撃を阻止した。
ジム（Technician #2）
CIAの職員。「グレイザー1」の監視機能をテスト操作時にビーチにいた女性の胸を拡大表示する、非常事態に皮肉を言いベイツ提督から注意される等軽率な行動が目立つ。
「グレイザー1」をミサイル攻撃する際には、ベイツ提督からどの軌道にミサイル攻撃すべきかの選択を託された。

## 製作

### 企画
本作はマット・リーヴスの初期の代表作であり、大学時代には友人と一緒に脚本を書いていた。後にリーヴスは、「大きなアクション・スペクタクル市場があり、売れる映画がたくさんあったから、『そうすれば学生時代の映画の資金調達ができるし、やがて監督になれる』という思いで、この映画を書いた」と語っている。
脚本はその時々で『Dark Territory』や『End of the Line』という仮題で呼ばれていた。ところが執筆を終えた時、「市場が暴落して売れなかった」。しかし、オプションという形（映像化権の確保のみで製作義務はないもの）で最終的にはワーナー・ブラザースが購入し、『沈黙の戦艦』の続編の草稿とすることに決めた。
リーヴスは、この映画はもともと「『ダイ・ハード』のような映画を目指していた」という。「本来は『沈黙の戦艦』もそうだったと思うが、2作が違うのは『沈黙の戦艦』ではセガールが誰かの喉元を切り裂くまでの時間が緊張感になっていることだ。私が『ダイ・ハード』で好きなのは、負け犬というアイデアの部分だ。特に1作目において、靴も履いていないニューヨークの刑事が登場し、彼はなんとかしてビルを解放し、窮地から脱せねばならなかった。それがあの映画の目的であったが、このシリーズでは結局そうはならなかった」。

### 撮影
モリス・チェストナットによれば、セガールは自分の出演シーンの多くを書き直したという。「元の脚本通りだったり、アドリブのある個所は、本当に彼がそこにいなかった時だけのものだ。当時彼はヘリコプターを操縦したり、何かしていることが多かった…　それで彼がセットに来ると言うんだ。"よし、君はこう言うんだ。私がこう言うとこうなるから、君はこうしてくれ" と。そうやってあの映画の多くの部分が作られたんだ」。
映画の一部はチャッツワース（Chatsworth）のストーニー・ポイント・パーク（Stony Point Park）で撮影された。撮影に当たっていくつかの岩にペンキを塗ったが、これはロック・クライマーを怒らせ、これは危険だと主張した。
映画に登場する機関車は、1985年に公開された『暴走機関車』に登場している。
督のジェフ・マーフィーは以下のように語っている。「（本作の製作に関して）非常に退屈な工程があって、当時は非常に大きな諍いもあった――　たくさん議論とか色々とね。編集作業中に、信じられないほどのエネルギーを持ったビーストが湧いたのに気付いたが、これがどこから来たのかわからなかった。撮影現場にはそんなエネルギーなんてなかったからね。編集作業の中から生まれたようなものだったよ」。

## 評価

### 興行成績
本作は2,150の劇場で公開され、初週週末興行収入は12,624,402ドルで2位であった（1位は『アポロ13』）。

### 批評家
レビュー集計サイト「Rotten Tomatoes」では32件のレビューを基に34%の支持を獲得し、平均評価は4.73/10となっている。同サイトの批評コンセンサスでは「まったく忘れ去られ、まったく必要がなかった『暴走特急』は前作から急転直下の出来であり、スターにとって不運な復活であった」としている。Metacriticでは、21人の批評家を基に100点満点中52点の加重平均スコアを獲得しており、「賛否両論、または平均的な評価」としている。CinemaScoreによる観客投票では本作はA+からFの評価で平均「A-」とされている。
シカゴ・サンタイムズ紙のロジャー・イーバートは4つ星中3つ星の評価を与え、ロサンゼルス・タイムズ紙のピーター・レイナーは「アクションが俳優を追いやってしまった（the action upstaged the actors）」と評している。バラエティ誌のレナード・クラディはセガールの自身に満ちた姿に注目する一方で、彼の演技の限界が露呈したと指摘している。また、クラディは悪役たちの演技を称賛しつつも、「彼らを含めて陳腐な台詞と動機付けに悩まされる」と述べている。

### 後に発覚したトラブル
後にセガールに関して以下のことが明かされ、批判された。
本作のオーディションを受けたジェニー・マッカーシーは、その場においてセガールから服を脱ぐように言われたと語っている。
また、映画製作当時16歳だったキャサリン・ハイグルは、撮影最終日にセガールと次のようなやりとりがあったと明かしている。「（セガールから）『ケイティ、君くらいの年齢のガールフレンドがいるよ』って言われたの。それで私は『それって犯罪じゃないの？』って言ったの。そしたら彼は『彼女たちは気にしてないよ』って言ったわ」。

## キャスト
| 役名                       | 俳優                             | 日本語吹替                                | 日本語吹替                                                                                  |
| 役名                       | 俳優                             | ソフト版                                  | テレビ朝日版                                                                                |
| -------------------------- | -------------------------------- | ----------------------------------------- | ------------------------------------------------------------------------------------------- |
| ケイシー・ライバック       | スティーヴン・セガール           | 玄田哲章                                  | 大塚明夫                                                                                    |
| トラヴィス・デイン         | エリック・ボゴシアン             | 山寺宏一                                  | 牛山茂                                                                                      |
| サラ・ライバック           | キャサリン・ハイグル             | 小林さやか                                | 坂本真綾                                                                                    |
| ボビー・ザックス           | モリス・チェストナット           | 相沢まさき                                | 森川智之                                                                                    |
| マーカス・ペン             | エヴェレット・マッギル           | 大友龍三郎                                | 若本規夫                                                                                    |
| トム・ブレイカー           | ニック・マンキューゾ             | 金尾哲夫                                  | 菅生隆之                                                                                    |
| ベイツ提督                 | アンディ・ロマーノ               | 塚田正昭                                  | 小林修 （稲葉実）                                                                           |
| スタンリー・クーパー将軍   | カートウッド・スミス             | 池田勝                                    | 糸博                                                                                        |
| ガーザ大佐                 | デイル・ダイ                     | 石波義人                                  | 大木民夫                                                                                    |
| 傭兵1                      | ピーター・グリーン               | 中田和宏                                  | 家中宏                                                                                      |
| 傭兵2                      | パトリック・キルパトリック       | 後藤敦                                    | 中田和宏                                                                                    |
| 傭兵3                      | スコット・ソワーズ               | 伊藤栄次                                  | 島香裕                                                                                      |
| パティマ                   | アフィフィ・アラオウィー         | 喜田あゆ美                                | 喜田あゆ美                                                                                  |
| スコッティ                 | ジョナサン・バンクス             | 水野龍司                                  | 坂東尚樹                                                                                    |
| リンダ・ギルダー大尉       | ブレンダ・バーキ                 | 叶木翔子                                  | 田中敦子                                                                                    |
| デヴィッド・トリリング大尉 | デヴィッド・ジャノプロス         | 田中正彦                                  | 安井邦彦                                                                                    |
| ライバックのコック         | ロイス・D・アップルゲート        | 天田益男                                  | 辻親八                                                                                      |
| ウィリアムズ大尉           | レン・T・ブラウン                | 小野英昭                                  | 乃村健次                                                                                    |
| ジム                       | トム・アドコックス・ヘルナンデス | 喜多川拓郎                                | 高宮俊介                                                                                    |
| バーテンのケリー           | サンドラ・テイラー               |                                           |                                                                                             |
| 役不明またはその他         |                                  | 松熊明子 柳沢栄治 小川智子 落合弘治       | 沢木郁也 園岡新太郎 小山武宏 津田英三 水野龍司 後藤敦 湯屋敦子 田中真紀 武田佳子 米倉紀之子 |
|                            |                                  |                                           |                                                                                             |
| 翻訳                       | 進藤光太(字幕)                   | 市橋正浩                                  | 平田勝茂                                                                                    |
| 演出                       |                                  | 蕨南勝之                                  | 佐藤敏夫                                                                                    |
| 調整                       |                                  | 新井保雄                                  | 荒井孝                                                                                      |
| 録音                       |                                  | 新井保雄                                  |                                                                                             |
| 効果                       |                                  |                                           | リレーション                                                                                |
| 編集協力                   |                                  |                                           | IMAGICA 宮本陽介                                                                            |
| 制作協力                   |                                  |                                           | VIVIA 清宮正希                                                                              |
| 制作チーフ                 |                                  |                                           | 杉山登                                                                                      |
| 担当                       |                                  |                                           | 梶敦                                                                                        |
| 音響制作                   |                                  | 相原正之 中西真澄                         |                                                                                             |
| プロデューサー             |                                  | 貴島久祐子                                | 高橋由佳                                                                                    |
| 制作                       |                                  | ワーナー・ホーム・ビデオ プロセンスタジオ | 東北新社                                                                                    |
| 解説                       |                                  |                                           | 淀川長治                                                                                    |
| 初回放送                   |                                  |                                           | 1998年11月1日 『日曜洋画劇場』 （約92分）                                                   |

※1999年12月26日の2回目の放送の際に初回放送時にカットされた一部の台詞が追加収録された。ただしワーナー・ブラザース ホームエンターテイメント発売の「吹替の力」シリーズ『暴走特急 日本語吹替音声追加収録版 ブルーレイ』で従来のソフト版に加え、新たにテレビ朝日版の吹替が収録された際には、追録版ではなく、初回版に追加収録をしたものが収録された。

## スタッフ
- 監督：ジェフ・マーフィー
- 製作：スティーヴン・セガール、スティーブ・ペリー、アーノン・ミルチャン
- 共同製作：ジュリアス・R・ナッソー
- 音楽：ベイジル・ポールドゥリス
- 脚本：リチャード・ヘイテム、マット・リーヴス